# Mădălina Ghenea
Mădălina Ghenea est une actrice et mannequin roumaine, née le 8 août 1987, à Slatina en Roumanie.

## Biographie
Mădălina Diana Ghenea commence une carrière de mannequin à l'âge de quinze ans pour la maison Gattinoni à Milan.
Elle participe à des défilés de mode en Roumanie, Italie, Allemagne, Japon, Autriche, Espagne, France et en Afrique du Sud. Elle apparaît également dans des publicités pour Peroni, Quelle et New Yorker.
En 2007, elle participe au clip de la chanson Il tempo tra di noi, extraite de l'album e2 d'Eros Ramazzotti. Cela lui vaut d'être remarquée par des médias roumains.
À partir de 2011, Mădălina Ghenea enchaîne les contrats de mannequinat notamment avec TRE-Italie, DEHA et Mille Miglia. En septembre 2016, elle remplace Belen Rodriguez dans sa collaboration avec la ligne de vêtements italienne de Vanitas.

### Cinéma
En 2011, Mădălina Ghenea apparaît pour la première fois au cinéma dans le film italien I soliti idioti. Elle joue en 2013 dans le film Dom Hemingway avec Jude Law ainsi que dans le film Youth en 2015. Par la suite, elle tourne dans d'autres films dont La Trace (ro) sorti en 2020 et réalisé par Dorian Boguta (ro).

## Filmographie
- 2011 : I soliti idioti - Il film (it) d'Enrico Lando : Smutandissima
- 2012 : Razzabastarda (en) d'Alessandro Gassmann : Dorina
- 2013 : Dom Hemingway de Richard Shepard : Paolina
- 2015 : Youth de Paolo Sorrentino : Miss Univers
- 2016 : Zoolander 2 de Ben Stiller : la bergère sexy
- 2020 : La Trace (ro) de Dorian Boguta : Eleonora
- 2021 : House of Gucci de Ridley Scott : Sophia Loren

- Prochainement : Smitten! aka All You Ever Wished For de Barry Morrow : Rosalia Drago
- 2023 : Deep Fear[4]

## Galerie photos

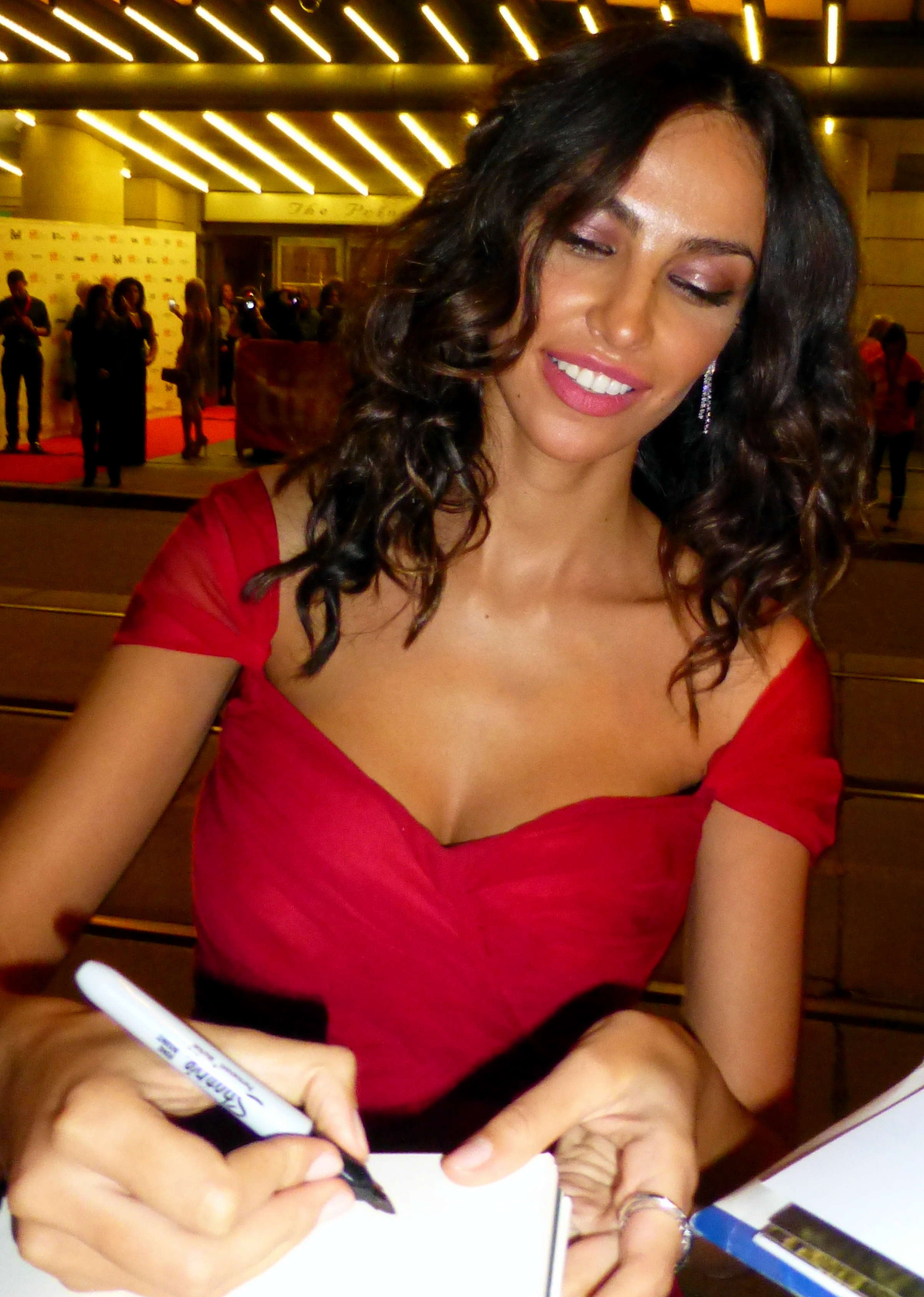
Mădălina Ghenea en 2013.
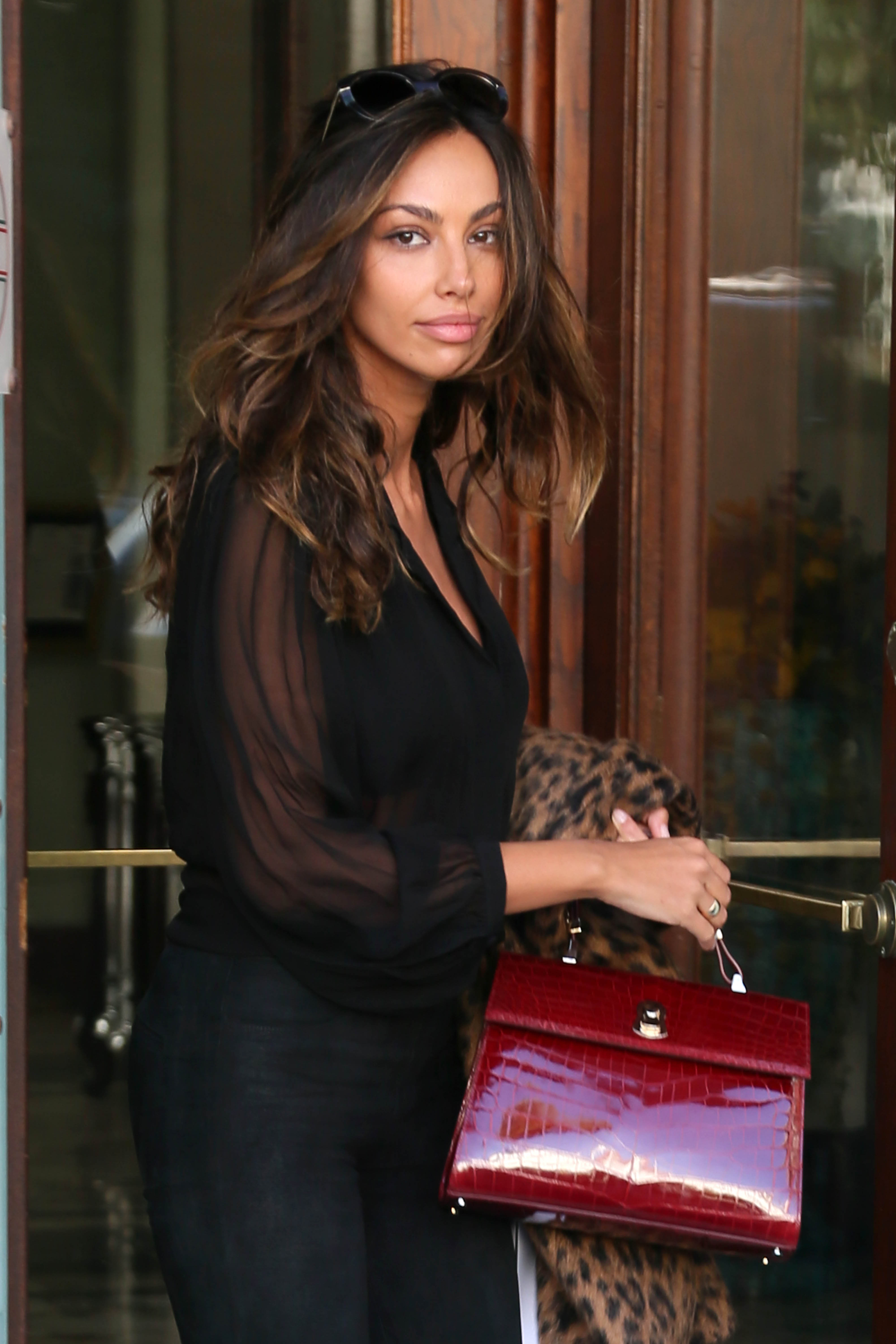
Mădălina Ghenea en 2016.
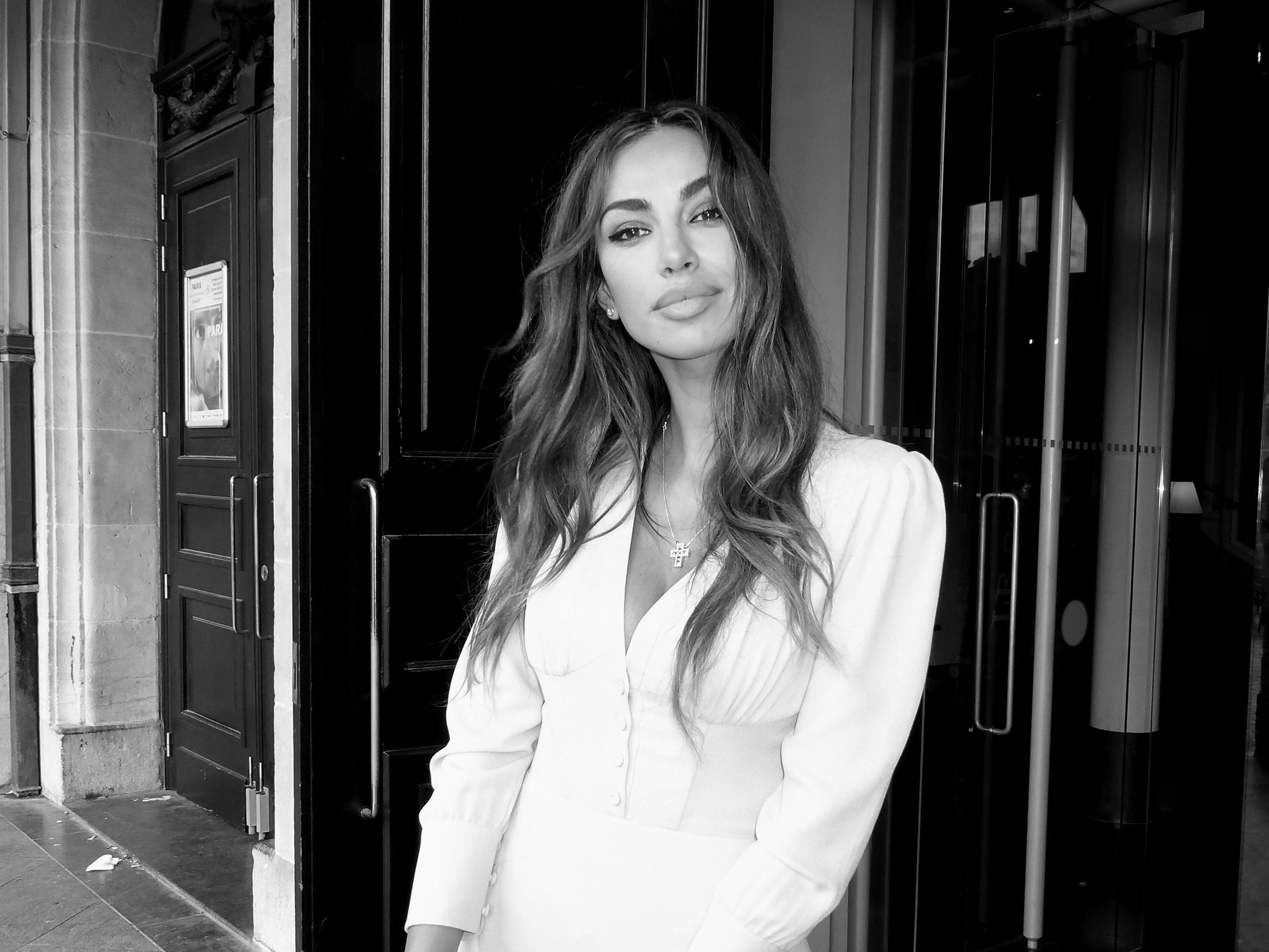
Mădălina Ghenea au FIFF de Namur 2019.
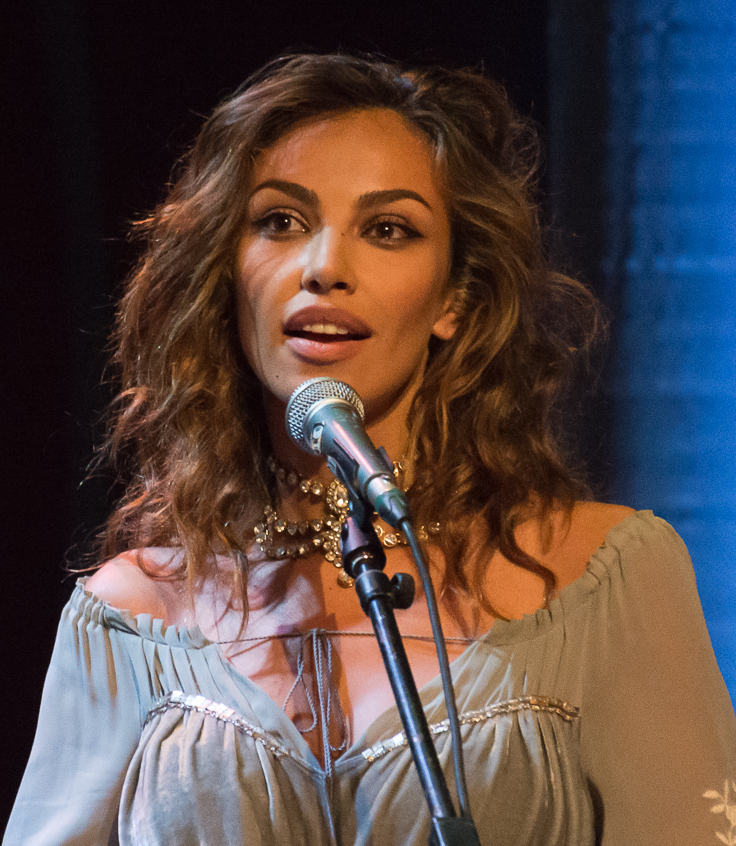
Mădălina Ghenea au TIFF 2016.